# Meineckia neogranatensis
Meineckia neogranatensis är en emblikaväxtart som först beskrevs av Johannes Müller Argoviensis, och fick sitt nu gällande namn av Grady Linder Webster. Meineckia neogranatensis ingår i släktet Meineckia och familjen emblikaväxter.

## Underarter
Arten delas in i följande underarter:
- M. n. gardneri
- M. n. hilariana
- M. n. neogranatensis